# Тупадли (Ліпновський повіт)
Тупадли (пол. Tupadły, нім. Fallensee) — село в Польщі, у гміні Вельґе Ліпновського повіту Куявсько-Поморського воєводства.
Населення — 205 осіб (2011).
У 1975-1998 роках село належало до Влоцлавського воєводства.

## Демографія
Демографічна структура станом на 31 березня 2011 року:
|          | Загалом | Допрацездатний вік | Працездатний вік | Постпрацездатний вік |
| -------- | ------- | ------------------ | ---------------- | -------------------- |
| Чоловіки | 109     | 28                 | 77               | 4                    |
| Жінки    | 96      | 23                 | 57               | 16                   |
| Разом    | 205     | 51                 | 134              | 20                   |